# Bartlett, New Hampshire
Bartlett este o localitate din comitatul Carroll, statul New Hampshire, Statele Unite ale Americii.  Populația localității era de 2.705 de locuitori conform Recensământului SUA din anul 2000.  Localitatea Bartlett include și satele Glen, Lower Bartlett și Intervale.  Se găsește situat în regiunea White Mountains, fiind înconjurat de White Mountain National Forest și sediul a mai multor zone de sporturi de iarnă. Stațiunea montană Attitash este situată pe teritoriul localității.